# Tête de veau
Tête de veau is een typisch Limburgs streekgerecht en bestaat uit kalfsvlees en de daarvan getrokken bouillon en champignons in een (met gelatine en of boter en bloem (roux) of zetmeel gebonden tomatensaus, die op smaak wordt gebracht met peper, zout het laten meesudderen van een laurierblaadje en toevoeging van een scheut Madeira.  
Tête de veau betekent letterlijk 'kop (of: hoofd) van het kalf' en is een van oorsprong Frans (armeluis)gerecht. Er wordt naar het hoofd van het kalf verwezen, omdat traditioneel alleen vlees afkomstig van het hoofd van het kalf (tong, losgeweekt vlees) wordt gebruikt. Voor de traditionele bereiding wordt het op een kalfsschedel resterende vlees losgeweekt in kokend water. Omdat tête de veau al lang geen armeluisgerecht meer is, of uit andere overwegingen, wordt heden ten dage 'gewoon'  rundvlees of varkensvlees verwerkt in het gerecht. Dit is voor een goede Tete de veau echter uit den boze, gebruik van kalfsvlees v. d. nek of schouder gecombineerd met of solo een kalfstong, al dan niet gepekeld, samen met wat kalfs botten heeft absoluut de voorkeur. Tête de veau wordt vaak gegeten als warme aanvulling op een koude schotel, waarbij gekookte eieren, (zure) augurken en brood(jes) niet mogen ontbreken.
Tête de veau wordt doorgaans gegeten op gelegenheden welke de Limburger als speciaal of feestelijk aanmerkt, denk aan carnaval en kermissen. Abusievelijk wordt er paprika(poeder) aan het gerecht toegevoegd waarmee het gerecht betwistbaar toegankelijker/smakelijker wordt.